# Mi tío
Mi tío (título original en francés: Mon oncle) es una película francesa cómica de 1958 dirigida por Jacques Tati. Ganó el Óscar a mejor película extranjera en la 31.ª entrega de los premios.

## Argumento
El Sr. Hulot, que vive en una casa muy modesta de un barrio humilde, va a visitar a su sobrino, que vive con sus padres en un hogar ultramoderno (Villa Arpel). El padre del niño ocupa un alto cargo en una fábrica de plástico. La casa es fría, al contrario que la casa de Monsieur Hulot, que se siente incómodo. Su sobrino no es feliz, porque se le prohíbe que traiga a casa a los amigos, porque podrían romper algo. El Sr. Hulot intentará que mejore esa situación.

## Reparto
- Jacques Tati - El señor Hulot
- Jean-Pierre Zola - el señor Arpel
- Adrienne Servantie - la señora Arpel
- Alain Bécourt - Gérard Arpel
- Lucien Frégis - el señor Pichard
- Betty Schneider - Betty, la hija de la conserje
- Jean-François Martial - Walter
- Dominique Marie - una vecina
- Yvonne Arnaud - Georgette, la empleada del hogar
- Adelaide Danieli - la señora Pichard
- Régis Fontenay - un comerciante
- Claude Badolle - un trapero
- Max Martel - un borracho
- Nicolas Bataille - un trabajador

## Premios
Premios del Círculo de Críticos de Cine de Nueva York
| Categoría                           | Resultado |
| ----------------------------------- | --------- |
| Mejor película en lengua extranjera | Ganadora  |

Medallas del Círculo de Escritores Cinematográficos
| Categoría                 | Resultado |
| ------------------------- | --------- |
| Mejor película extranjera | Ganadora  |